# Georg Bantele
Georg Bantele (* 23. September 1893 in Frankenhofen/Allgäu; † 15. Dezember 1961 in Bayreuth) war ein deutscher Politiker der Bayernpartei.

## Leben und Beruf
Bantele, der römisch-katholischen Glaubens war, legte 1913 in Dillingen das Abitur ab. Nachdem er zunächst ein Studium aufnahm, meldete er sich bei Beginn des Ersten Weltkrieges als Kriegsfreiwilliger. Nach Kriegsende ging er in den Schuldienst und legte 1919 und 1921 die Lehrerprüfungen ab. Anschließend war er sieben Jahre in Karlshuld als Lehrer tätig. 1928 wechselte er als Oberheeresfachlehrer an die Heeresschule nach Würzburg. An der Universität Würzburg studierte er zugleich Geschichte, Psychologie und Pädagogik und wurde 1934 in den aktiven Offiziersdienst übernommen. Zum 1. Mai 1933 war er der NSDAP beigetreten (Mitgliedsnummer 3.133.774). Ab 1938 war er Bataillons-Kommandeur in Bayreuth. Im Zweiten Weltkrieg war er als Major dem Chef des Transportwesens im Generalstab zugeordnet und leitete dort Ausbildungslehrgänge. Zum 1. April 1942 wurde er zum Oberst befördert. Gegen Kriegsende geriet er in britische Kriegsgefangenschaft. Nach der Entlassung aus dieser kehrte er nach Bayreuth zurück und machte sich dort mit einem Immobilienbüro selbständig.
Er war seit 1919 Mitglied der katholischen Studentenverbindung K.D.St.V. Langobardia München.

## Politik

### Partei
Bantele war Mitglied der Bayernpartei und in den 1950er Jahren deren Kreisvorsitzender für Oberfranken. 1952 bis 1954 war er stellvertretender Vorsitzender.

### Abgeordneter
Bantele gehörte dem Bayerischen Landtag von der Wahl 1950 bis zu seinem Tode als Abgeordneter des Wahlkreises Oberfranken an. In der 3. Wahlperiode von 1954 bis 1958 war er dessen II. Vizepräsident. Im Landtag gehörte er zu den Abgeordneten, die sich fraktionsübergreifend dafür einsetzten, dass das im Dezember 1957 verabschiedete Lehrerbildungsgesetz die Pädagogischen Hochschulen an die Universitäten angliederte, um das Ausbildungsniveau der Volks- und Mittelschullehrer zu erhöhen.

### Öffentliche Ämter
Von 1952 bis 1956 war Bantele Zweiter Bürgermeister in Bayreuth.